# Холуйская волость
Хо́луйская во́лость — нижняя административно-территориальная единица в составе в составе Шуйского уезда Иваново-Вознесенской губернии РСФСР (с 1924) Вязниковского уезда Владимирской губернии Российской империи и РСФСР. Волостной центр — село Холуй. Упразднена в 1924 году.
Ныне территория Южского района Ивановской области России.

## История
В 1860-х годах Преображенская волость перешла в Холуйскую.
В 1881 году в состав волости вошла территория Мордовской.
По постановлению ВЦИК от 20 февраля 1924 года перешла в Иваново-Вознесенскую губернию.

## Состав
По данным на 1905 год входили 24 населённых пункта
- Гавришево
- Деревягино
- Домнино
- Ирыхово
- Колягино
- Костяево
- Марьинка
- Михали
- Мордовское
- Нагорново
- Нефёдово
- Омелово
- Преображенское
- Протасьевка
- Реброво
- Русиново
- Селищи
- Сергеево
- Соино
- Спасское
- Тарантаево
- Травино
- Холуй (Холуйская Слобода) — волостной центр
- Южа